# Anaerotignum aminivorans
Anaerotignum aminivorans es una bacteria grampositiva del género Anaerotignum. Fue descrita en el año 2017. Su etimología hace referencia a consumo de aminoácidos. Es anaerobia estricta y móvil por flagelación perítrica. Tiene un tamaño de 0,5-0,7 μm de ancho por 2,5-8,0 μm de largo. Forma colonias pequeñas, grisáceas y blancas translúcidas en agar PY4S. Temperatura de crecimiento entre 15-40 °C, óptima de 35 °C. Catalasa y oxidasa negativas. Se ha aislado de un reactor metanógeno en granjas de ganado en Japón. 